# NGC 3468
NGC 3468 is een lensvormig sterrenstelsel in het sterrenbeeld Grote Beer. Het hemelobject werd op 18 maart 1787 ontdekt door de Duits-Britse astronoom William Herschel.

## Synoniemen
- UGC 6048
- MCG 7-23-6
- ZWG 213.10
- PGC 32940